# Doros
Doros (gr. Δωρός) – wieś w Republice Cypryjskiej, w dystrykcie Limassol. W 2011 roku liczyła 135 mieszkańców.